# Wim Ingenbleek
Willem Johannes (Wim) Ingenbleek (Amsterdam, 28 februari 1904 – Amstelveen, 7 maart 1989) was een Nederlands voetballer.

## Biografie
Wim Ingenbleek was de zoon van Richardus Johannes Ingenbleek en Jansje Meijer. Hij trouwde op 8 oktober 1936 met Elisabeth Wurpel en had twee dochters.
Hij speelde van 1927 tot 1929 bij AFC Ajax als midvoor. Van zijn debuut in het kampioenschap op 27 februari 1927 tegen DFC tot zijn laatste wedstrijd op 9 december 1929 tegen RCH speelde Ingenbleek in totaal 24 wedstrijden en scoorde 16 doelpunten in het eerste elftal van Ajax.

## Statistieken
| Club  | Seizoen | Competitie | Competitie | Beker | Beker | Totaal | Totaal |
| Club  | Seizoen | Wed.       | Dlp.       | Wed.  | Dlp.  | Wed.   | Dlp.   |
| ----- | ------- | ---------- | ---------- | ----- | ----- | ------ | ------ |
| Ajax  | 1926/27 | 5          | 3          | ?     | ?     | 5      | 3      |
| Ajax  | 1927/28 | 14         | 10         | 1     | 1     | 15     | 11     |
| Ajax  | 1928/29 | 5          | 3          | -     | -     | 5      | 3      |
| Total | Total   | 24         | 16         | 1     | 1     | 25     | 17     |